# 횡문근융해증
횡문근융해증(橫紋筋融解症, 영어: Rhabdomyolysis, rhabdo) 또는 가로무늬근융해증은 손상된 골격근이 빠르게 분해되는 질환이다. 종종 단기간에 고강도 운동을 해서 발생한다. 증상으로는 근육통, 무기력, 구토, 정신착란 등이 있을 수 있다. 또한 차나 콜라색 소변, 그리고 높아진 칼륨 농도로 인한 부정맥이 있을 수 있다. 단백질 미오글로빈과 같은 근육이 분해되어 나온 산물 중 일부는 콩팥에 해로우며 급성 신부전을 초래할 수 있다.
근육 손상은 압궤증후군, 고강도 운동, 의약품 또는 약물남용으로 인한 경우가 대부분이다. 다른 원인으로는 감염, 감전, 열사병, 장기간 부동화, 급성하지허혈, 사교상 등이 있다. 어떤 사람들은 횡문근융해증의 위험을 증가시키는 근육의 유전적 소인이 있다. 요 진단 검사지에서 잠혈 양성인 경우 진단에 도움이 되지만, 현미경으로 검사했을 때는 소변에 적혈구가 존재하지 않는다. 혈액 검사에서는 1,000 U/L 이상의 크레아틴 인산화효소가 발견되며, 중증 횡문근융해증에서는 5,000 U/L 이상 농도까지 볼 수 있다.
치료의 주축은 다량의 정맥 주사이다. 다른 치료법에는 인공투석이나 더 심각한 경우 혈액여과가 있다. 소변 배출이 확정되면 탄산수소 나트륨과 만니톨이 주로 사용되지만 근거가 많지는 않는다. 치료 경과는 일반적으로 조기에 치료하는 것이 좋다. 합병증에는 고칼륨혈증, 저칼슘혈증, 파종성 혈관 내 응고, 구획증후군이 있다.
횡문근융해증은 미국에서 연간 약 26,000명의 사람들에게 발생한다. 옛날에도 횡문근융해증에 대한 언급은 있었지만, 최초로 현대적인 기술이 이루어진 것은 1908년 지진 이후다. 발병 기전에 대한 중요한 발견은 1941년 영국 대공습 중에 이루어졌다. 이는 지진으로 부상을 당한 사람들에게 중요한 발견이었는데, 그러한 재난에 대한 구호 활동 시 횡문근융해증이 일어난 생존자들을 치료할 수 있는 장비를 갖춘 의료팀을 포함하는 경우가 많아졌다.

## 징후 및 증상
횡문근융해증의 증상은 그 심각성과 신부전이 발병하는지에 따라 달라진다. 가벼운 유형은 근육 증상을 일으키지 않을 수 있으며, 진단은 다른 문제의 맥락에서 비정상적인 혈액 검사를 기반으로 한다. 더 심한 횡문근융해증은 근육통, 누름 통증, 근력저하, 발생한 근육 부위의 부종이 주 특징이다. 부기가 매우 빠른 경우, 무거운 잔해 같은 물건의 압력에 의해 압궤손상이 일어날 수 있는 것처럼, 혈류에서 손상된 근육으로 액체가 이동하면 저혈압과 쇼크를 유발할 수 있다. 다른 증상들은 비특이적이며 근육 조직 파괴의 결과 또는 원래 근육 파괴로 이어진 상태에서 발생한다. 근육 조직의 성분이 혈류로 방출되면 전해질 장애가 발생하여 구역질, 구토, 정신착란, 혼수상태 또는 부정맥을 일으킬 수 있다. 소변은 미오글로빈 때문에 종종 차나 콜라 같이 어둡게 보인다. 신장 손상 때문에 소변량이 줄거나 아예 없어지는 핍뇨 또는 무뇨가 생길 수 있으며, 보통 초기 근육 손상 후 12시간에서 24시간 후에 발생한다.
손상된 근육의 부기는 때때로 구획증후군(예: 신경과 혈관 등 주변 조직이 동일한 근막칸 내에서 압박됨)으로 이어지며, 이는 이러한 구조물이 공급하는 신체 부위의 혈액 공급 상실 및 기능 손상 또는 상실을 초래한다. 구획증후군의 증상에는 영향을 받은 사지의 통증이나 감각 감퇴가 있다. 두 번째 합병증은 파종성 혈관 내 응고(DIC)로, 응고인자가 결핍되면서 조절되지 않는 출혈로 이어질 수 있는 심각한 혈액 응고장애가 생긴다.
또한, 횡문근융해증 증상으로 근 무력감과 전신 피로가 나타날 수 있다. 근 무력감은 근육이 정상적으로 기능하지 못해 일상적인 활동이 어려워지는 상태를 의미하며, 주로 팔과 다리 같은 부위에서 발생할 수 있다. 또한 피로 및 전신 무력감은 전반적인 에너지 감소와 심한 피로감이 동반되어 신체적 활동이 크게 제한된다. 이러한 증상들은 근육 손상이 광범위할수록 더욱 심해질 수 있다.

## 병리
어떤 형태의 근육 손상이든 충분히 심한 경우 횡문근융해증을 일으킬 수 있다. 한 사람 안에 여러 가지 원인이 동시에 존재할 수 있다. 어떤 사람은 선천적으로 유전되는 기저 근육 질환을 가지고 있어서 횡문근융해증에 더 잘 걸린다.
| 유형                           | 병리 |
| ------------------------------ | --- |
| 운동 관련(운동성 횡문근융해증) | 극도의 육체적 운동(특히 수분이 부족할 때), 진전섬망(알코올 금단), 파상풍, 뇌전증 발작 또는 중첩발작 |
| 압궤손상                       | 알코올 중독 또는 장기적인 수술로 인한 압궤증후군, 폭풍 외상, 교통사고, 고문 또는 신체적 학대, 뇌졸중 후와 같은 고정된 위치에 감금 혹은 입원 |
| 혈액 공급                      | 혈전증(국소적으로 형성된 혈전) 또는 색전증(몸의 다른 곳에서 생긴 쇄석증 또는 기타 잔해), 수술 중 동맥의 클램핑(지혈클립) |
| 신진대사                       | 고혈당성 고삼투성 비케톤성 혼수, 고나트륨혈증 및 저나트륨혈증(혈액 나트륨 수치 감소), 저칼륨혈증(칼륨 수치 감소), 저칼슘혈증(칼슘 수치 낮음), 저인산혈증(인산염 수치 낮음), 케톤산증(예: 당뇨병성 케톤산증) 또는 갑상샘저하증(보통 갑상선 기능 낮음) |
| 체온                           | 열중증(높은 체온) 및 일사병, 저체온증(매우 낮은 체온) |
| 약물 및 독소                   | 많은 약물들이 횡문근융해증의 위험을 증가시킨다. 가장 중요한 것은 다음과 같다: - 스타틴과 피브레이트, 둘 다 고콜레스테롤혈증에 특히 복합적으로 사용된다. 세리바스타틴(Baycol)은 수많은 횡문근융해증 발생 보고가 있었던 뒤로 2001년에 시장에서 철수했다. 다른 스타틴들은 10,000명당 0.44명이라는 비교적 낮은 수준의 위험성을 가지고 있다. 이전의 만성 신부전과 갑상샘저하증은 스타틴으로 인한 근병증 위험을 증가시킨다. 또한 노약자, 중증장애자, 그리고 스타틴을 시클로스포린과 같은 특정한 다른 약과 병용할 때 더 흔하다. - 항정신병제제들은 신경이완성을 유발할 수 있는데, 이것은 횡문근융해증과 고열증으로 심각한 근육 경직성을 일으킬 수 있다. - 마취에 사용되는 신경근차단제는 횡문근융해증과도 관련이 있는 악성고열증을 유발할 수 있다. - 세로토닌 증후군을 일으키는 약물(SSRIs 등) - 이뇨제 등 칼륨 농도에 지장을 주는 약물 횡문근융해증과 관련된 독액은 중금속과 곤충이나 뱀의 독이다. 독당근종은 직접 또는 메추라기를 먹고 난 후(메추라기증)에 횡문근융해증을 일으킬 수 있다. 절구무당버섯아재비, 금빛송이 등 곰팡이는 횡문근융해증을 일으키는 것으로 알려져 있다. 하프병은 생선을 먹은 후의 횡문근융해증이다. 원인은 독성이 의심되지만 증명되지는 않았다. 오락용 약품: 에탄올, 암페타민, 코카인, 헤로인, 케타민, MDMA(황홀감) |
| 감염                           | 콕사키바이러스 A형, 인플루엔자바이러스 A형 및 인플루엔자바이러스 B형, 엡스타인-바 바이러스, 후천면역결핍바이러스, 열대열말라리아원충(말라리아), 헤르페스바이러스과, 레지오넬라 뉴모필라, 살모넬라 |
| 염증                           | 자가면역성 근육 손상: 다발성 근염, 피부근염 |

### 유전적 원인
재발성 횡문근융해증은 내인성 근육 효소 결핍으로 인해 발생할 수 있는데, 이는 대개 유전되어 어린 시절에 자주 나타난다. 많은 구조적 근육질환은 운동, 전신 마취 또는 위에 열거된 횡문근융해증의 다른 원인에 의해 유발되는 횡문근융해증의 에피소드를 특징으로 한다. 유전된 근육 질환과 감염은 어린이들에게 대부분의 횡문근융해증을 유발한다.
근육 에너지 공급의 다음과 같은 유전적 장애는 재발하여 대개 운동성 횡문근융해증을 일으킬 수 있다:
- 포도당분해과정 및 글리코젠 분해 결함: 맥아들병(영어판), 포스포프룩토인산화효소 결핍증(영어판), 글리코젠축적병 VII형, IX형, X형, XI형(글리코젠축적병 VI형(영어판) 참고)
- 지질대사(선천성 지질대사 이상(영어판) 결함: 카르니틴 팔미토일 전환효소 I 결핍증(영어판) 및 카르니틴 팔미토일 전환효소 II 결핍증(영어판), 아실-CoA 탈수소효소(LCAD, SCAD, MCAD, VLCAD, VLCAD, 3-hydroxyl-coenzyme A 탈수소효소 결핍), Β-케토싸이올레이스 결핍증
- 사립체성 근육병증(영어판): 숙신산 탈수소효소, 시토크롬c 산화효소 및 유비퀴논의 결핍
- 그 외: 포도당-6-인산탈수소효소 결핍, AMP 탈아미노효소 결핍증 1형(영어판), 근이영양증

## 발병 기전

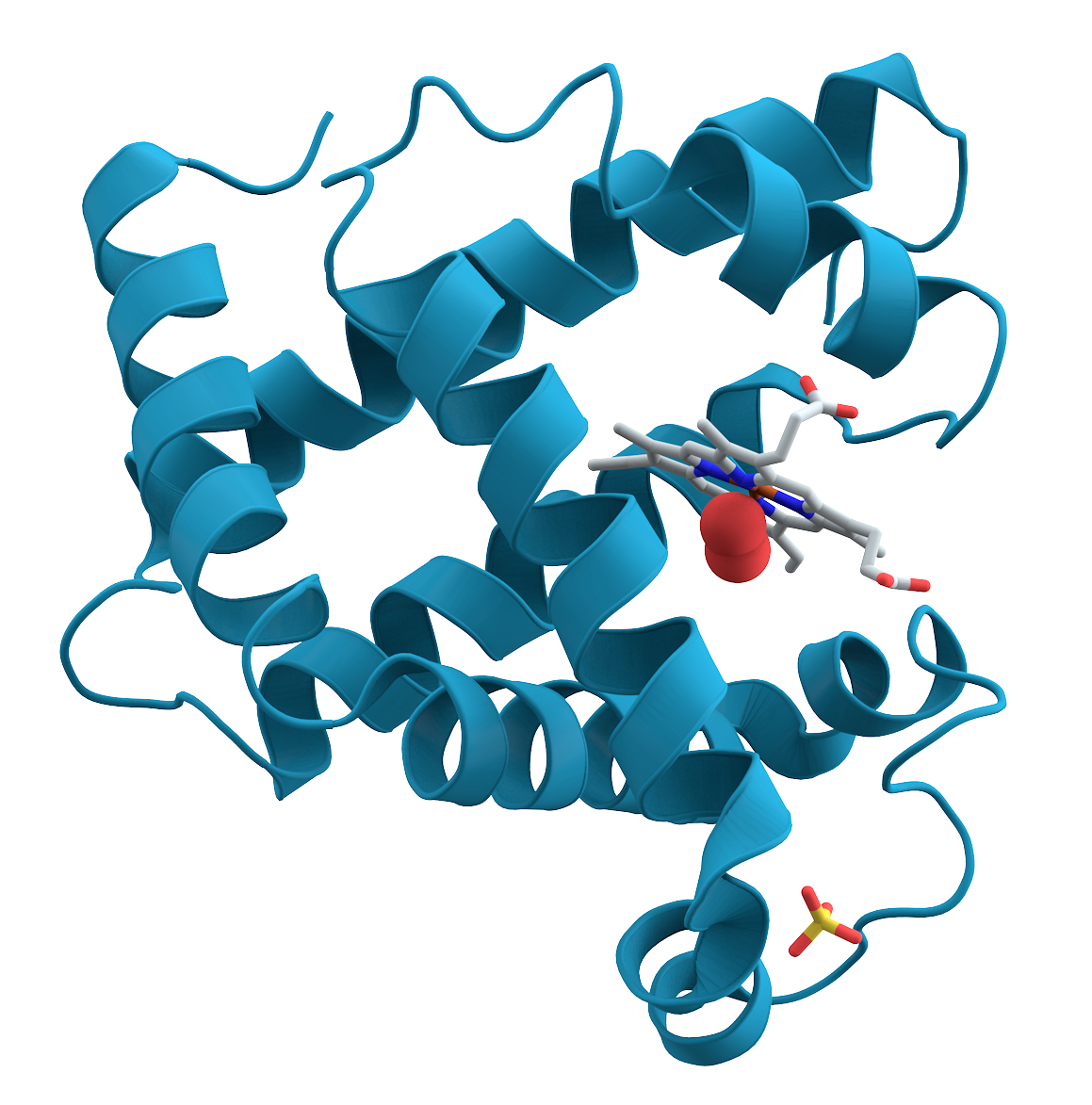
미오글로빈의 구조. 미오글로빈은 헴을 포함하고 있는 단백질로 정상 근육에서 산소 보관을 담당한다. 그러나 횡문근융해증 발생 히에는 콩팥 손상을 일으킨다.

골격근 손상은 여러 형태로 나타날 수 있다. 압궤손상이나 기타 다른 신체적 외상으로 인해 근세포가 직접 손상을 입거나 혈류 공급에 문제가 생기거나, 신체적 외상 이외 원인이 근육의 대사에 문제를 일으키기도 한다. 손상을 입은 근육 조직은 혈류에서 흘러나온 나트륨 이온을 포함한 체액으로 빠르게 채워진다. 부종 자체로 인해 근세포가 파괴되기도 하지만, 살아남은 세포마저도 세포 외부의 이상으로 인해 세포내 칼슘 농도가 올라간다. 근소포체 외부에 칼슘이 쌓이면 근육의 수축이 지속적으로 일어나서, 결국 세포 내 에너지 공급을 담당하는 분자인 ATP가 고갈된다. 본래 근세포는 세포막의 이온 통로를 통해 나트륨과 칼슘 농도를 낮게, 칼륨 농도를 유지한다. 이때 필요한 ATP가 고갈되면 다시 칼슘 유입이 통제되지 않으면서 악순환에 빠진다. 근세포가 계속 수축하면서 세포내 단백질이 분해되어 결국 세포가 붕괴되기에 이른다.
한편 동시에 백혈구 중 가장 많은 수를 차지하는 호중구가 근세포 내로 들어와 염증 반응을 일으키고 활성산소종을 방출한다. 이는 특히 압궤손상 이후에 심하다. 압궤증후군, 즉 사고 등으로 인해 신체가 무거운 물건에 눌렸다가 갑자기 풀려났을 때, 감압된 근육으로 갑자기 혈류가 쏟아져 들어오면서 재관류 손상을 일으킬 수도 있다. 또한 증가한 활성산소가 세포내 여러 분자를 과산소화시켜 손상을 일으키고, 각종 단백질분해효소와 지질분해효소 활성화를 유도해 근육을 파괴한다.
붓고 염증이 생긴 근육은 같은 근막칸 내에 있는 구조물에 직접 압박을 가하면서 구획증후군을 일으킨다. 또한 붓기 때문에 같은 구역 내 구조물로 혈액이 잘 공급되지 않게 된다. 결국 파괴된 근세포는 헴을 포함한 미오글로빈, 칼륨 이온, 인 이온, 크레아틴 인산화효소, DNA를 구성하던 퓨린이 분해된 산물인 요산 등이 혈액 내로 무차별로 방출된다. 이로 인해 혈액 응고가 활성화되면서 파종성 혈관내 응고(DIC)로 이어질 수 있으며, 과도하게 높아진 칼륨 농도는 치명적인 부정맥의 원인이 될 수 있다. 과도하게 많이 방출된 인은 혈액을 순환 중이던 칼슘과 결합하면서 혈중 칼슘 농도를 떨어뜨려 저칼슘혈증의 원인이 된다.
횡문근융해증은 다양한 기전을 통해 신부전을 일으킨다. 가장 중요한 기전은 세뇨관 내에 미오글로빈이 축적되는 것이다. 정상 상태에서는 혈중 단백질의 일종인 합토글로빈이 순환 중인 미오글로빈이나 다른 헴을 포함한 물질과 결합하고 있으나, 횡문근융해증이 발생하면 파괴된 세포에서 미오글로빈이 대량으로 방출되면서 합토글로빈이 수용 가능한 미오글로빈 양을 초과한다. 소변 내 미오글로빈이 존재하는 상태인 미오글로빈뇨증은 혈장 미오글로빈 농도가 0.5–1.5 mg/dL를 초과할 때 발생하며, 혈장 미오글로빈 농도가 100 mg/dL에 이른다면 소변의 색깔이 눈에 띠게 변하기 시작한다. 이는 근육 약 200g 정도가 파괴된 수준이다. 콩팥이 여과액에서 더 많은 물을 재흡수하면, 미오글로빈은 네프론 내의 탐-호스폴 단백질과 반응해 소변원주(cast)를 형성한다. 이 때문에 정상적인 체액의 흐름이 막혀, 혈중 요산 농도가 높아지고 여과액 역시 산성이 더욱 강해져 소변원주가 더 많이 만들어지는 악순환에 빠지게 된다. 헴에서 방출된 철은 활성산소종을 더욱 많이 만들어 콩팥 세포에 손상을 가한다. 미오글로빈뇨증뿐만 아니라 두 가지 또 다른 기전이 콩팥 손상에 영향을 준다. 저혈압이 생기면 혈관수축이 발생해 콩팥으로 가는 혈액의 양이 감소한다. 또한 요산이 세뇨관에서 결정을 이루면서 세뇨관을 막게 된다. 또한 이 모든 과정은 급성 세뇨관괴사로 이어지면서 결국 세뇨관의 세포가 파괴되기에 이른다. 사구체여과율(GFR)은 계속 떨어져 콩팥은 정상 배설 기능을 수행하지 못하게 된다. 이 때문에 전해질 조절이 제대로 되지 않으면서 고칼륨혈증이 더욱 심해지고, 비타민 D 역시 제 기능을 하지 못하게 되어 저칼슘혈증도 같이 심화된다.

## 진단

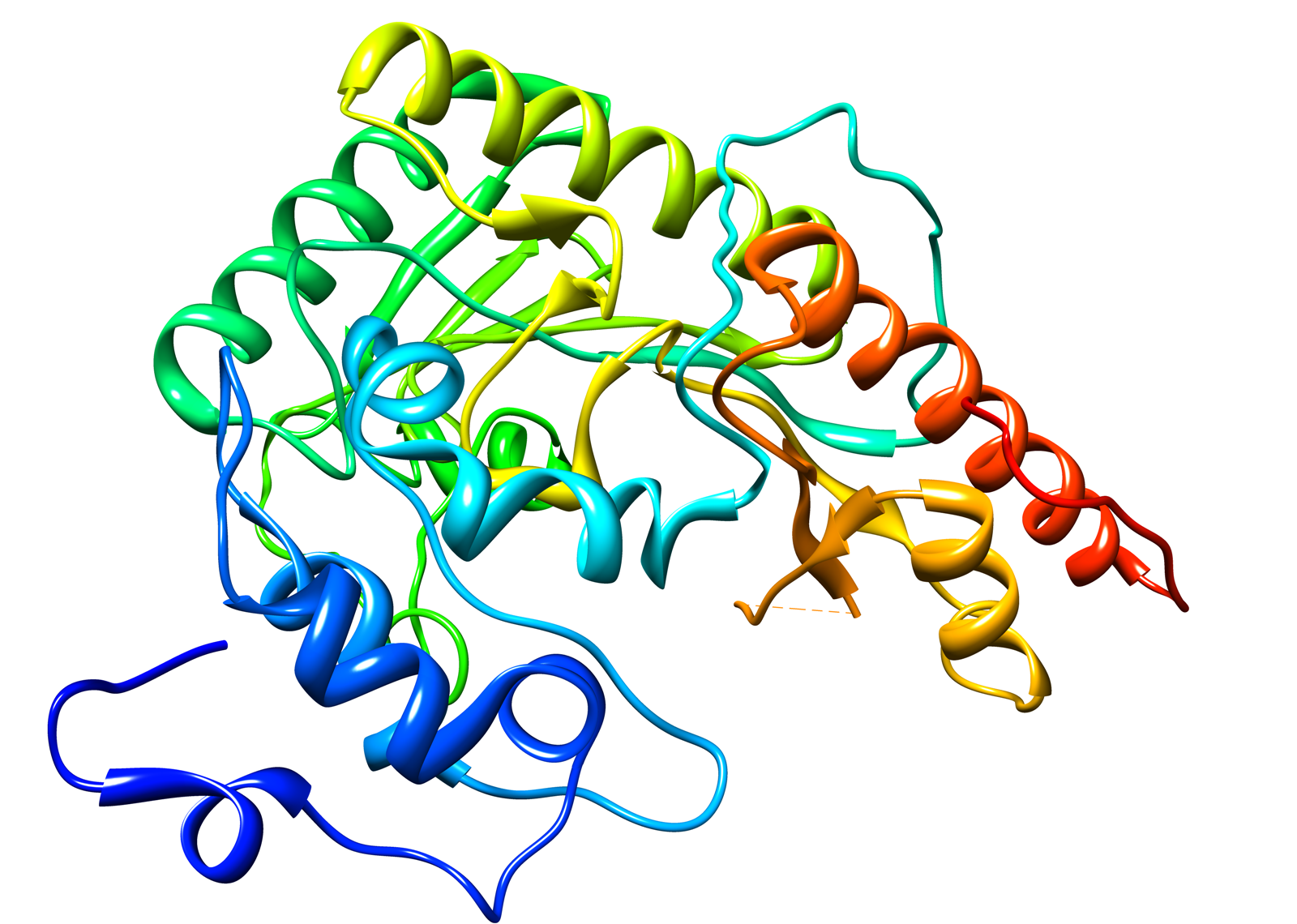
크레아틴 인산화효소의 M-소단위체. 골격근에서 크레아틴 인산화효소는 두 개의 M-소단위체를 포함한 이량체 상태로 주로 존재하여 "CK-MM"으로 쓰기도 한다.

횡문군융해증의 진단은 외상이나 압궤손상이 있던 환자, 장기간 고정 상태로 움직이지 못한 과거력이 있는 모든 환자에서 의심해 볼 수 있으나, 후기로 가면 콩팥 기능 이상(비정상적으로 올라간 크레아티닌이나 혈중요소질소 농도, 소변량 감소), 혹은 짙은 붉은색 내지는 갈색으로 변한 소변을 보고 강하게 의심 가능하다.

### 일반 검사
횡문근융해증 진단 시 가장 신뢰도가 높은 검사는 혈중 크레아틴 인산화효소(CK) 농도 측정이다. 크레아틴 인산화효소는 손상된 근육에서 나오는 효소로, 정상 상한치의 5배인 1000 U/L 이상인 경우 횡문근융해증을 시사한다. 5000 U/L를 넘는 경우 중증 질환을 시사하지만, 횡문근융해증의 정도에 따라서는 100,000 U/L를 넘는 경우도 드물지 않게 볼 수 있다. CK 농도는 초기 근육 손상 12시간 이후부터 서서히 상승하며, 1~3일 후까지 올라간 채로 남아 있다가 그 뒤로 점점 떨어진다. 초기 CK 농도와 최대 CK 농도는 급성 신부전 위험과 정비례한다. 즉, CK가 높을수록 콩팥 손상이 발생할 위험 역시 크다. 콩팥 손상이 반드시 일어나는 CK 농도 기준치는 없지만, 20,000 U/L 이하인 경우 다른 위험 인자가 있지 않은 한 콩팥 손상 발생 위험은 낮다. 미오글로빈은 반감기가 짧으며, 따라서 질병 후기에는 진단 검사로서의 가치는 CK 농도보다 적다. 소변이나 혈액에서 미오글로빈이 검출된다면 콩팥 손상의 위험이 높긴 하지만, 소변 미오글로빈 측정의 검사 특이도가 낮고 그 효용에 대한 연구 질이 낮아 콩팥 손상과의 관계에 대한 근거가 많은 검사는 아니다.
고칼륨혈증은 중증 횡문근융해증의 한 특징이다. 심전도(ECG) 검사를 통해 T파 양상에 변화가 있거나 QRS파가 넓어진 것을 확인하면, 상승한 칼륨 농도가 심장 전기 전도계에 영향을 미치고 있는지 알 수 있다. 또한 손상된 근세포에서 나온 인이 유리 칼슘에 결합하므로, 저칼슘혈증이 초기 횡문근융해증에서 관찰될 수 있다.
미오글로빈혈증과 미오글로빈뇨증이 발생하므로, 혈액 검사와 소변 검사에서 미오글로빈 농도 증가를 확인하는 것도 방법이다. 가령 딥스틱 검사(요 시험지 검사)에서 "잠혈"이 양성인데, 소변을 현미경으로 관찰해도 적혈구가 보이지 않는 경우가 있을 수 있다. 이는 소변을 딥스틱 시험지로 검사하면 시험지의 시약이 미오글로빈과 반응하기 때문이다. 같은 현상이 용혈, 즉 적혈구가 파괴되는 다른 질환에서도 발생할 수 있다. 용혈의 경우 혈청의 색 역시 변하지만 횡문근융해증은 혈청 색이 정상이라는 차이가 있다. 횡문근융해증에서 콩팥 손상이 발생할 시 소변 현미경 검사에서도 색소가 있고 과립성인 소변원주를 관찰할 수 있다.

### 합병증
구획증후군은 임상적으로 진단을 내리는 병이다. 즉, 진단 검사를 통해 완벽하게 확진을 내리거나 구획증후군이 없다고 단정할 수 없다. 그렇지만 근막칸의 압력을 직접 측정하고, 이 압력을 혈압과 비교하여 구획증후군의 중증도를 평가하는 것은 가능하다. 근막칸의 압력이 클수록, 그리고 혈압과의 차이가 적을수록 혈액 공급이 충분치 못할 가능성이 높다. 따라서 외과적 중재술이 필요할 가능성도 높아진다.
횡문근융해증의 또 다른 치명적인 합병증인 파종성 혈관내 응고(DIC)는 예상치 못한 출혈이나 혈액 검사의 이상(혈소판감소증, 프로트롬빈 시간 연장)이 발생했을 때 의심해 볼 수 있다. DIC는 표준 검사인 D-이량체 측정 등으로 확인 가능하다.

### 기저질환
기저질환으로 다른 근육병이 있는 것이 의심될 시, 가령 명백히 설명 불가능하거나 여러 번 이미 삽화가 있었던 경우 반드시 추가 검사를 해야 한다. 발작 중 혈중 카르니틴 농도 감소, 혹은 소변이나 혈중 아실카르니틴 농도 증가는 지질 대사 이상을 시사할 수 있으나, 이러한 이상은 회복기에 들어서면 정상으로 돌아온다. 회복기에는 지질 대사 이상 질환을 확인하기 위해 다른 검사를 실시한다. 해당과정에 이상이 생기는 질환은 다양한 방식으로 판별 가능하다. 가령 운동 후 젖산 측정을 실시할 수 있다. 젖산이 올라가지 않는다면 해당과정 이상을 시사하는 소견일 가능성이 있다. 근전도(EMG)에서 특정 근육 질환을 시사하는 특이 패턴이 나타날 수 있다. 가령 맥아들병과 포스포프룩토인산화효소 결핍증에서는 "cramp-like contracture"(경련 유사 구축)이라 불리는 현상이 관찰된다. 미오글로빈뇨증과 횡문근융해증이 발생하기 쉬운 소인을 가진 다양한 유전성 근육 질환 진단을 위한 유전자 검사 역시 존재한다.

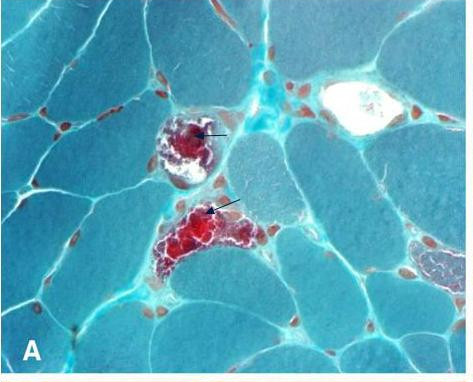
MERRF 증후군 환자의 근육 생검에서 나타난 불균일 적색 근섬유. (화살표로 표시) 수정 고모리 트리크롬 염색.

기저 근육질환으로 인해 횡문근융해증이 발생한 것이 의심된다면 근육 생검이 유용할 수 있다. 횡문근융해증 삽화 도중에 채취한 생검 표본은 괴사된 모습만 보이거나 정상으로 관찰될 수 있기 때문에 제대로 된 정보를 얻을 수 없는 경우가 많다. 따라서 횡문근융해증 발생 수 주 혹은 수 개월 이후에 표본을 채취해야 한다. 생검에서 조직병리학적 소견을 통해 기저질환을 알아낼 수 있다. 가령 미토콘드리아 질환은 근육 생검 표본에서 특징적인 '불균일 적색 근섬유'(ragged red fiber)가 보인다. 전체 근육이 균일하게 영향 받지 않았을 수 있으므로, 생검을 실시할 부위를 MRI 같은 영상 기법을 통해 확인 가능하다.

## 치료
치료의 주된 목표는 쇼크를 치료하고 콩팥 기능을 보존하는 것이다. 이를 위해 초기 치료로 대량의 정주 수액, 대부분의 경우 등장성 생리식염수(0.9% NS)를 투여한다. 압궤증후군 환자인 경우 깔린 구조에서 빼내기 전에 수액을 투여하는 것을 권장한다. 이러면 (보통 혈액 공급이 회복되면 시작되는) 근세포의 종창에 대처할 만한 충분한 유효순환량을 확보하고, 콩팥에 미오글로빈이 쌓이는 것을 방지할 수 있다. 수액 투여량은 24시간 동안 6~12L를 권고한다. 심부전과 같이 합병증으로 이어질 만한 다른 이유가 있지 않은 한, 수액 투여 속도는 소변 양을 늘리기 위해 (성인 기준 200–300 mL/h) 조절 가능하다.
다수 문헌에서 콩팥 손상을 줄이기 위해 추가 정맥 주사 약제 투여를 권고하지만, 이를 뒷받침하는 대다수 근거는 동물 실험이며 일관되지 못하다. 삼투 현상을 통해 작용하는 만니톨은 소변 생산을 늘리고 콩팥의 미오글로빈 축적을 막는다 생각되지만, 그 효능이 연구로 입증되지는 않았으며 콩팥 기능 악화의 위험 역시 존재한다. 정주 수액에 중탄산염을 추가할 시 산증을 완화하고 소변을 더욱 알칼리성으로 만들어 콩팥의 원주 형성을 방지할 가능성이 있으나, 수액 단독 사용보다 중탄산염을 추가하는 쪽이 더 효용이 크다는 근거는 제한적이다. 또한 조직 내 칼슘과 인 축적량을 늘려 횡문근융해증에서 발생하는 저칼슘혈증을 악화시킬 우려도 존재한다. 소변 알칼리화를 시행할 경우 소변 pH는 6.5 이상으로 유지한다. 고리 이뇨제인 푸로세미드는 소변 생산량을 충분히 유지하기 위해 종종 사용하지만, 이것이 신부전 예방에 도움이 된다는 근거는 부족하다.

### 전해질
질병 초기 단계에서 전해질 농도가 비정상인 경우가 많아 교정이 필요하다. 고칼륨혈증은 부정맥 등을 일으켜 생명을 위협할 수 있다. 소변 생산량을 늘리거나 신대체요법을 통해 칼륨 농도를 낮출 수 있다. 임시로 칼슘을 투여해 심장 합병증에서 신체를 보호하고, 인슐린이나 살부타몰, 중탄산염 용액 등을 이용해 칼륨이 세포 내로 들어가도록 유도할 수 있다.
초기에는 칼슘 농도가 낮은 경향이 있지만, 질병이 점차 호전되면 인산염과 함께 침전되었던 칼슘이 다시 방출되고 비타민 D 생산이 재개되면서 반대로 고칼슘혈증이 발생하기도 한다. 이런 칼슘 농도가 높아지는 현상은 신부전까지 이어진 환자의 약 20~30%에서 발생한다.

### 급성 콩팥 손상

신대체요법
혈액투석 시행 과정. 혈액과 투석액을 서로 반대 방향으로 흘러가게 하면, 혈액 내 노폐물이 농도 차이에 의해 투석막을 넘어 제거된다.
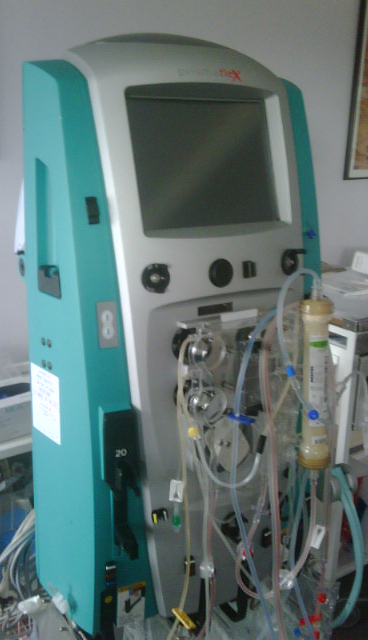
혈액여과기
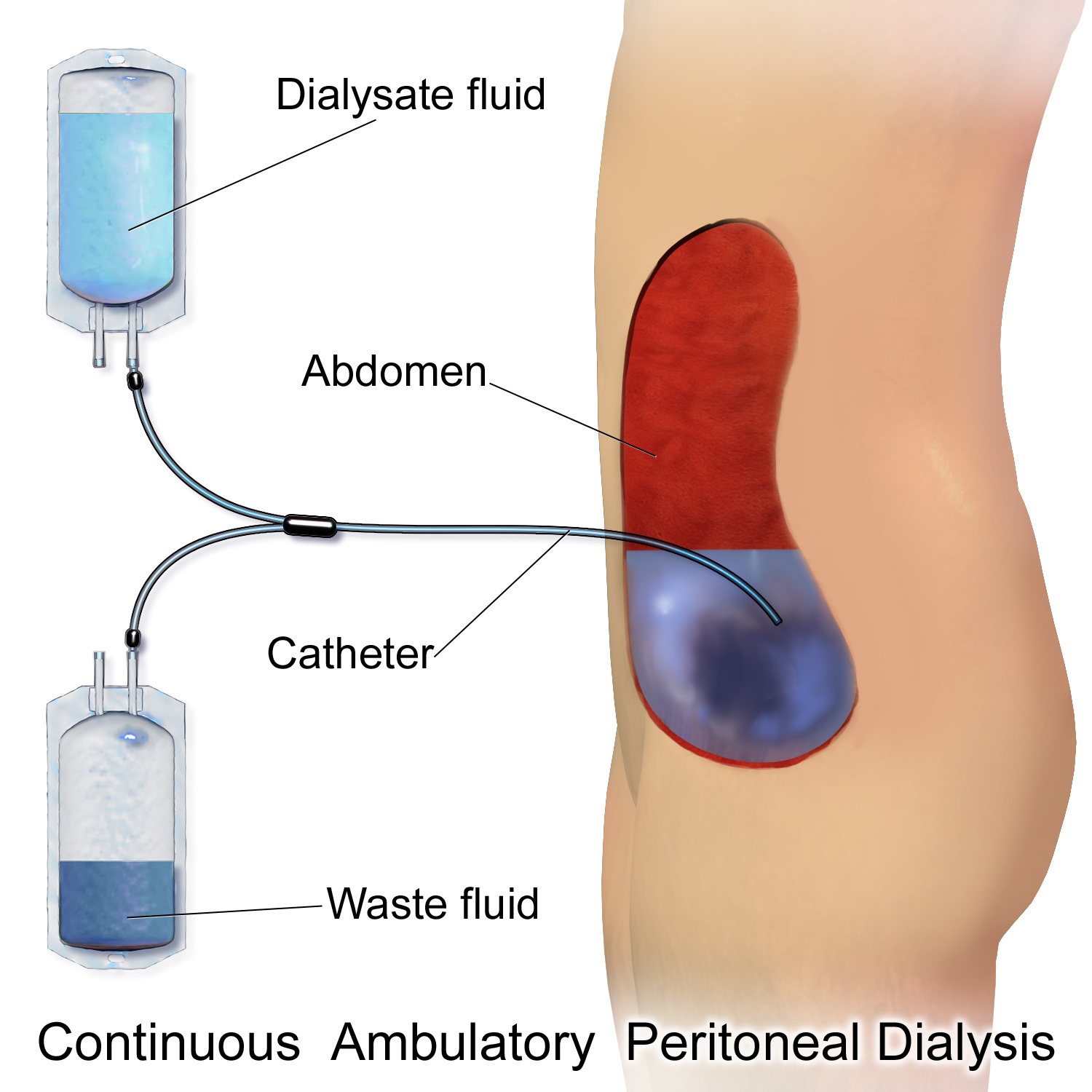
복막투석 시행 과정. 카테터를 복막에 넣어 투석액을 주입하고, 일정 시간이 지나면 빼내어 버린다.

콩팥 기능 이상은 보통 초기 근육 손상 1~2일 후에 발생한다. 대증치료만으로 대처 불가능한 경우 신대체요법(RRT)이 필요할 수 있다. 신대체요법은 콩팥이 제대로 기능하지 못해 축적된 칼륨, 산, 인 등을 제거하며, 콩팥 기능을 회복할 때까지 계속 실시한다.
신대체요법에는 크게 혈액투석, 혈액여과, 복막투석, 세 가지 방식이 있다. 앞쪽 두 개는 투석용 카테터를 혈류로 삽입해야 하며, 복막투석은 뱃속으로 통하는 관을 넣어 투석액을 주입한 다음 일정 시간 뒤 배액한다. 혈액투석은 만성 콩팥병(CKD)이 있을 시 대개 1주일에 수 차례 실시하며, 횡문근융해증에서는 매일 필요한 경우도 많다. 지속 혈액여과와 비교했을 때 혈액투석이 가지는 장점은 한 기계로 하루에 여러 번 투석을 할 수 있다는 점, 그리고 항응고제를 지속 투여할 필요가 없다는 점이 있다. 한편 혈액여과는 혈류 내 거대분자, 가령 미오글로빈을 제거하는 데에 더 효과적이다. 하지만 이것이 질병 치료에 있어서 어떠한 이점이 되는 것으로 보이지는 않는다. 복막투석은 심한 복부 외상이 있는 환자에게는 시행하기 어려우며, 다른 신대체요법 방식에 비해 덜 효과적일 수 있다.

### 이외 합병증
구획증후군은 근막칸 내의 압력을 줄여 해당 근막칸 내에 있는 혈관과 신경이 눌릴 위험을 감소시키기 위해 수술로 치료한다. 수술로는 근막절개술을 구획증후군이 발생한 근막칸의 근막에 실시한다. 종종 여러 군데를 절개해 부종이 줄어들 때까지 개방된 채로 두기도 한다. 절개 부위를 닫고 변연절제술(데브리망)을 시행해 죽은 조직을 제거하고, 잘라낸 부위에 피부 이식을 시행하기도 한다. 만니톨을 쓰면 만니톨이 근육 부종을 직접 줄이므로 근막절개술 필요성이 줄어들 수 있다.
기저 원인이 치료된다면 파종성 혈관내 응고는 일반적으로 해결되지만, 그 전에 대증치료가 필요한 경우가 많다. 가령 혈소판감소증이 심해 그로 인한 출혈이 있다면 혈소판 제제를 수혈할 수 있다.

## 예후
예후는 기저 원인과 합병증 동반 여부에 따라 다르다. 외상으로 인한 횡문근융해증에서 급성 콩팥 손상이 온 경우 사망률은 20%에 이른다. 중환자실에 입원한 경우, 급성 콩팥 손상이 없다면 사망률은 22%, 있다면 59% 정도이다. 한편 횡문근융해증으로 인해 콩팥 손상이 있던 환자는 횡문근융해증이 치료된다면 콩팥 기능을 다시 완전히 수복하는 경우가 대부분이다.

## 역학
횡문근융해증 발생 사례 수를 정확히 집계하는 것은 어려운데, 이는 질병의 정의가 다르게 쓰여 왔기 때문이다. 1995년 미국 병원들에서는 연간 26,000건의 횡문근융해증 환자가 발생했다고 보고했다. 심각한 외상이 있었던 환자는 85%가 일정 수준의 횡문근융해증을 겪었다. 횡문근융해증 환자의 10~50%에서 급성 콩팥 손상이 일어난다. 콩팥 손상 발생 위험은 불법 약물 사용력이 있는 환자, 알코올 남용 환자, (근육 질환에 비해) 외상이 있는 환자에서 높다. 이 위험 요소들이 여러 개 있다면 콩팥 손상 발생 위험은 특히 더 높아진다. 미국의 경우 횡문근융해증이 전체 급성 콩팥 손상 원인의 7–10%를 차지한다.
압궤손상은 대형 재난, 특히 지진 발생 시 흔하다. 1988년 아르메니아 지진의 여파로 인해, 전 세계 신장 전문가들의 단체인 국제신장학회 조직인 '신장 재난 구호 태스크포스'(Renal Disaster Relief Task Force)가 1995년 설립되었다. 여기 속한 자원봉사 의사들과 간호사들은 튀르키예에서 발생해 17,480명이 사망하고 5,392명이 입원했던 1999년 이즈미트 지진에서 처음 구호 활동을 펼쳤다. 이때 477명이 투석을 받아 긍정적인 치료 결과를 얻을 수 있었다. 한편 1995년 일본에서 발생했던 고베 대지진에서도 횡문근융해증과 관련된 압궤증후군이 400명 정도에서 발생, 그중 약 50명이 사망했다.
2012년, 미군은 횡문근융해증 발생 사례 402건을 보고했다. 소방관 역시 횡문근융해증 발생 위험이 증가하는 직업군 중 하나이다.

## 역사

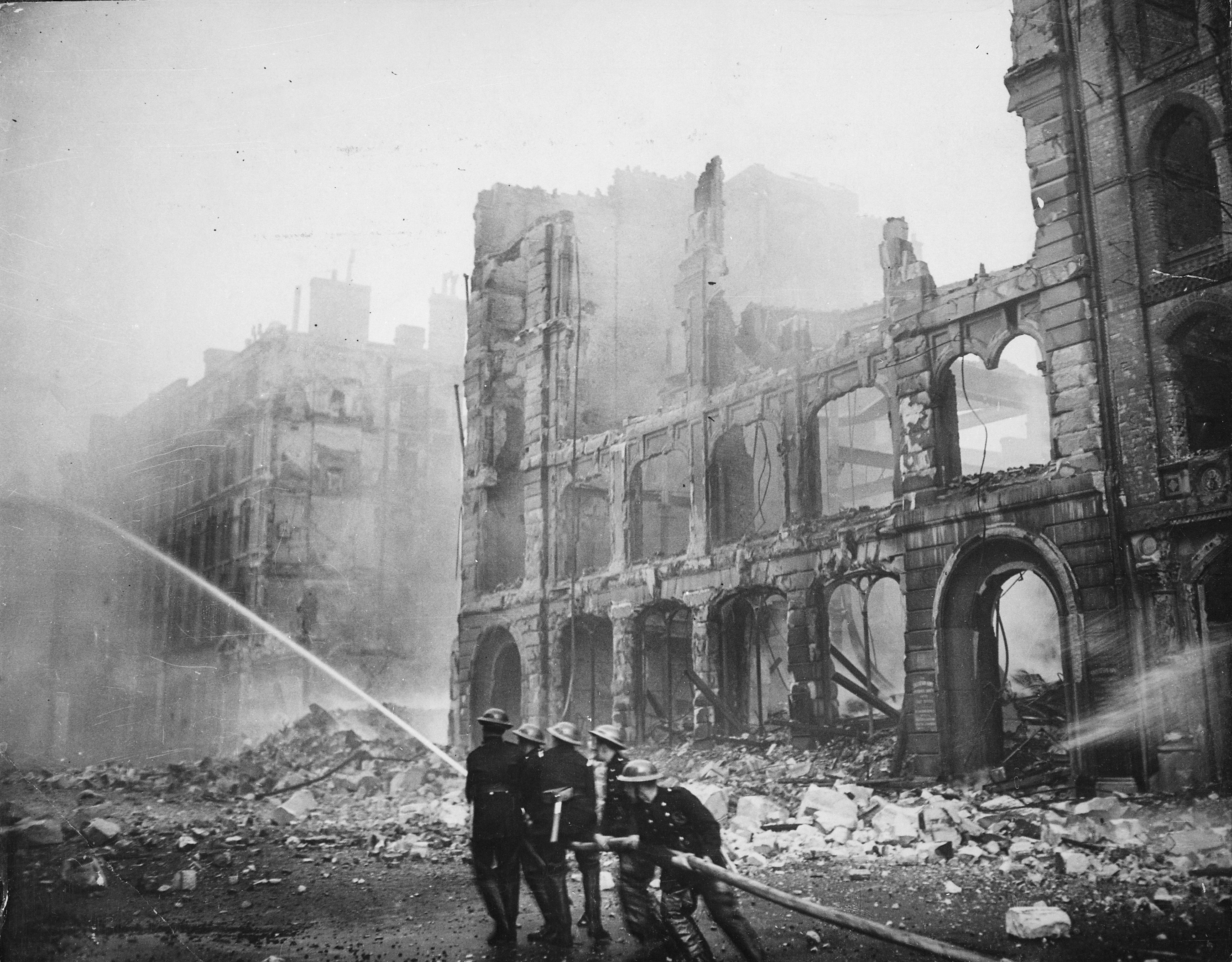
런던 대공습 당시 붕괴된 건물에서 부상당한 사람들에 대한 조사는 횡문근융해증에서 콩팥 장애의 근본이 되는 메커니즘에 대한 수많은 발견으로 이어졌다.

구약성경에서 횡문근융해증에 대한 최초의 기록이 나타난다고 보기도 한다. 모세오경 중 민수기에서 이스라엘 백성들은 광야에서 야훼가 보낸 메추라기를 먹었는데, 이후 역병이 발생하여 많은 사람이 사망했다고 기록한다. 근동지역의 메추라기는 서식지를 옮기는 중에 횡문근융해증의 원인으로 알려진 독당근을 많이 섭취하는데, 이런 까닭에 메추라기를 먹은 후 발생하는 횡문근융해증을 메추라기증이라고도 한다.
현대에는 1908년 메시나 지진과 제1차 세계 대전에서 부상후 신부전에 대한 초보적인 연구가 이루어졌으며, 이후 1941년 런던 대공습에서 에릭 바이워터스(Eric Bywaters)와 데스몬드 빌(Desmond Beall)이 4건의 사례를 연구 및 보고하였다. 이들은 환자의 소변을 분광학적으로 분석한 결과 미오글로빈을 검출했고, 환자의 신장이 혈색소뇨증을 가진 환자들의 것과 유사하다는 것을 발견했다. 1944년 바이워터스는 실험을 통해 신부전이 주로 미오글로빈으로 인해 발생한다는 것을 입증했다. 당시에는 인공투석이 발명되지 않았기에 의사들은 정맥 수혈로 이들을 치료하고자 직접 폭격이 일어나는 곳으로 가기도 했다. 급성 신부전의 예후는 1950년대 6.25 전쟁에 투석이 치료법으로 도입되며 현저하게 개선되었다.

## 다른 동물들
횡문근융해증은 말에서도 발견된다. 말에서는 여러 근육 질환이 발생하며, 그중 다수 질환이 횡문근융해증으로 진행 가능하다. 비타민 E나 셀레늄의 식이 결핍, 유기인제와 같은 농약 관련 중독 등 일부 질환은 횡문근융해증의 원인이 되며, 말 다당류 보관 근병증 같은 유전 질환은 운동성 횡문근융해증에 취약한 소인이 되기도 한다. 서러브레드 품종 말의 5~10%, 그리고 일부 스탠더드브레드 품종 말은 말 운동성 횡문근융해증을 보인다. 특이적인 원인은 확인된 바 없으나, 기저에 칼슘 조절 장애가 있다고 추정된다.
말 사이에서 횡문근융해증이 집단유행으로 발생하는 사례도 있다. 이는 다수 유럽 국가에서 보고된 바 있으며, 이후에는 캐나다, 호주, 미국에서도 사례가 확인되었다. 이는 "비정형 근병증"(atypical myopathy) 혹은 "원인 미상의 미오글로빈뇨증"(myoglobinuria of unknown etiology)으로 불리기도 한다. 단일 원인은 입증되지 않았으나 여러 발병 기전에 관한 주장이 있으며, 계절성 발병 패턴이 발견되기도 했다. 아주 높은 크레아틴 인산화효소 농도도 확인되며, 이 질환의 사망률은 89%에 육박한다.